# Canopus (Schiff, 1919)
Die USS Canopus (AS-9) war ein U-Boot-Begleitschiff der United States Navy. Sie wurde bei der Schlacht um die Philippinen am 10. April 1942 versenkt.

## Bau
Das Schiff wurde 1919 von der New York Shipbuilding Company in Camden in New Jersey, als Passagierschiff Santa Leonora für W. R. Grace and Company vom Stapel gelassen, aber nach der Fertigstellung im Juli 1919 von der US Navy übernommen und mit dem Namen USS Santa Leonora in Dienst gestellt. Sie wurde kurzzeitig als transatlantischer Truppentransporter eingesetzt, bevor sie im September 1919 außer Dienst gestellt und an die United States Army übergeben wurde. Am 22. November 1921 wurde das Schiff von der United States Shipping Board zurück erworben. Das Schiff wurde zu einem U-Boot-Begleitschiff bzw. U-Boot-Tender umgebaut und am 24. Januar 1922 in Boston mit dem Namen Canopus in Dienst gestellt. Es wurde nach dem Stern Canopus, dem hellsten Stern im Sternbild Kiel des Schiffs, benannt.

## Dienstgeschichte

### Einsatz 1922 bis 1941

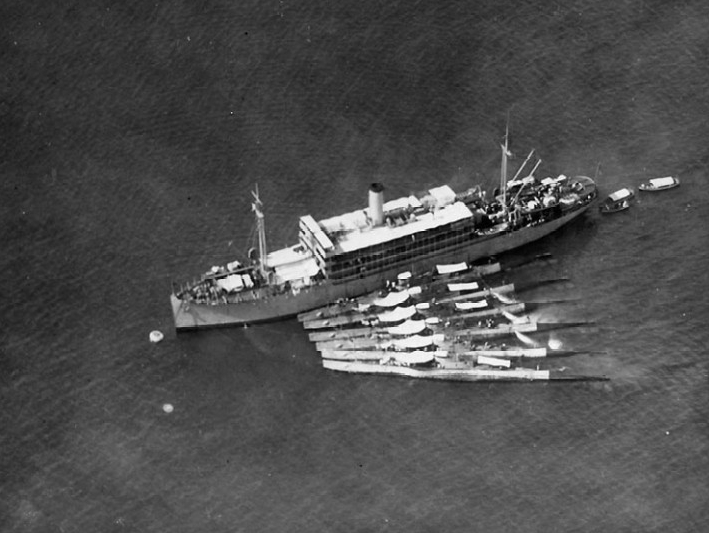
Die Canopus mit allen sechs U-Booten der U-Boot-Abteilung 17 in Apra Harbor, Guam, Oktober 1924

Die Canopus meldete sich bei der „Submarine Force“ der Atlantikflotte der Vereinigten Staaten und blieb bis zum 9. November 1922 in Boston. Anschließend fuhr sie zu weiteren Ausrüstungsarbeiten nach Coco Solo in der Panamakanalzone und dann nach San Pedro, wo sie anschließend bis zum 17. Juli 1923 als Tender für die U-Boot-Abteilung 9 diente.
In Pearl Harbor stieß die Canopus zur U-Boot-Division 17 der „Battle Force“, mit der sie im September 1924 zum ständigen Dienst bei der Asiatischen Flotte auslief. Die Canopus traf mit ihren U-Booten am 4. November 1924 auf den Philippinen ein. Die Canopus begann ihren regulären Dienst in der Bucht von Manila und legte jeden Sommer mit der Flotte in Tsingtao China an. Es gab gelegentliche Ausbildungsfahrten zu verschiedenen chinesischen und japanischen Häfen sowie zu den britischen und französischen Kolonien in Ostasien. Zwischen 1927 und 1931 war der Tender Flaggschiff der U-Boot-Divisionen der Asiatischen Flotte, später wurde er der U-Boot-Division 10 unterstellt und war Flaggschiff der U-Boot-Staffel 5. Die Canopus wurde 1937, 1938 und 1939 dreimal nach China entsandt.

### Zweiter Weltkrieg, 1941–1942
Beim Angriff auf Pearl Harbor am 7. Dezember 1941 lag die Canopus in der „Cavite Navy Yard“ als Tender des U-Boot-Geschwaders 20. In den folgenden Tagen arbeiteten ihre Männer Tag und Nacht, um bei den täglichen japanischen Luftangriffen bei der am 18. Dezember beginnenden Schlacht um die Philippinen beschädigte Schiffe zu reparieren und ihre U-Boote auf See zu halten. Als sich die Armee auf Manila zurückzog, fuhr die Canopus am ersten Weihnachtstag nach Mariveles an der Spitze von Bataan. Am 29. Dezember 1941 erhielt sie ihren ersten direkten Bombentreffer. Eine 500 Pfund schwere panzerbrechende Bombe durchschlug alle Decks und explodierte auf dem Propellerwellengehäuse. Sechs Seeleute wurden getötet, vor allem durch Verbrühungen und Brände in den Maschinenräumen und Magazinen. Am 1. Januar 1942 erhielt das Schiff einen zweiten direkten Bombentreffer. Diesmal handelte es sich um eine Splitterbombe, die in der Nähe des Schornsteins explodierte und das Schiff erheblich beschädigte sowie 16 Männer der Geschützbesatzung verletzte. Als ausgebombter und verlassener Schiffsrumpf getarnt, wurden rund um das Schiff Rauchtöpfe aufgestellt, die tagsüber den Anschein eines verlassenen Schiffsrumpfes erweckten, während das Schiff nachts aktiv war. Die Besatzung reparierte kleinere Schiffe, die von der nach Borneo evakuierten US-Flotte zurückgelassen wurden, und hielt U-Boote in Betrieb.
Kurz vor Neujahr verließ das letzte U-Boot die Canopus. Die Besatzung kümmerte sich weiterhin um kleinere Schiffe und Ausrüstungen des Heeres und der Marine. Teile der Besatzung wurden einem improvisierten Marinebataillon zugeteilt, das auf Bataan kämpfte. Die Barkassen des Schiffes wurden zu Miniatur-Kanonenbooten umgebaut und griffen die Japaner an, die sich in Küstennähe nach Süden bewegten. Nach der Schlacht um Bataan in der Nacht vom 8. auf den 9. April 1942 wurde die Canopus in der Bucht von Mariveles vor Bataan von der Besatzung in tieferes Wasser gefahren und versenkt, um sie nicht dem Feind zu überlassen.
Die Besatzung der Canopus wurden nach Corregidor evakuiert und kämpfte nun an Land. Fast alle Besatzungsmitglieder der Canopus wurden beim Fall von Corregidor gefangen genommen. Insgesamt wurden 211 Besatzungsmitglieder während der Schlacht getötet oder als vermisst gemeldet. Die Gefangenen verbrachten den Rest des Krieges in japanischen Kriegsgefangenenlagern auf den Philippinen und dem asiatischen Festland. Einige der gefangenen Besatzungsmitglieder wurden am 14. Dezember 1944 bei dem Palawan-Massaker getötet. 
1944 versuchten die japanischen Bergungsschiffe Kamikaze Maru Nr. 7 und Kamikaze Maru Nr. 5 erfolglos, das Wrack zu heben.